# Basisonderwijs in Nederland

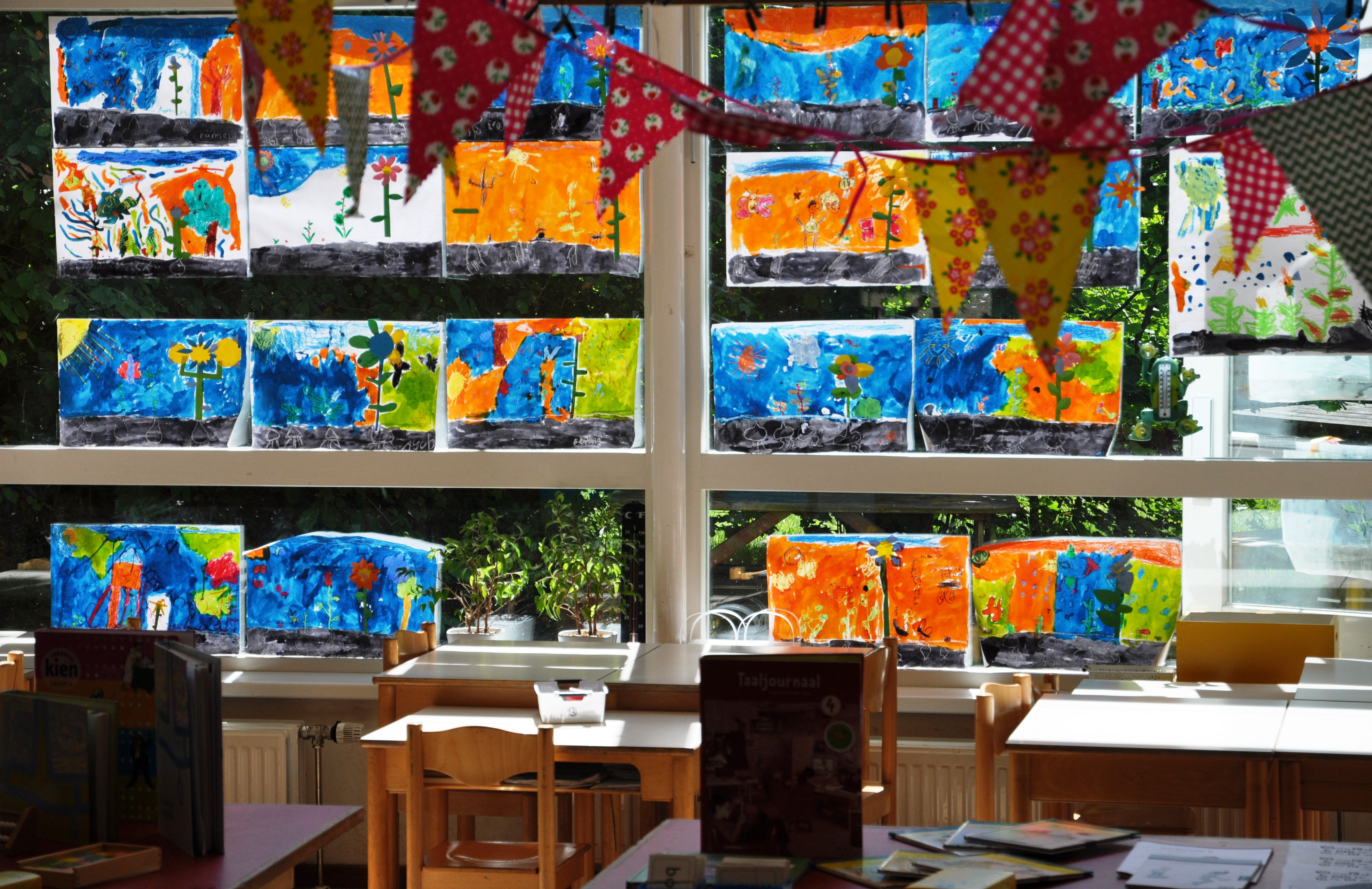
Klaslokaal met kinderwerk aan het raam

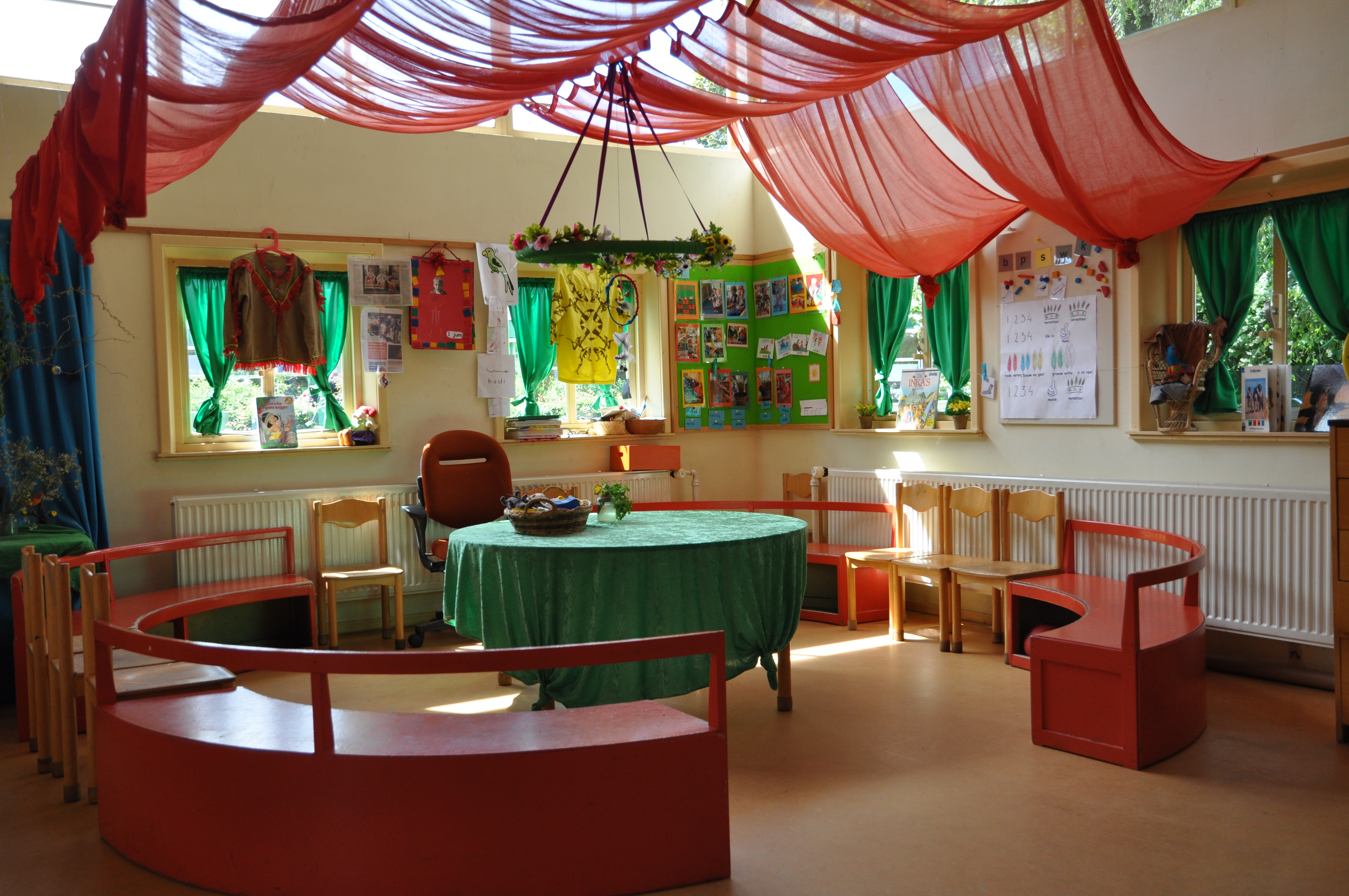
Een kring in een kleuterklas

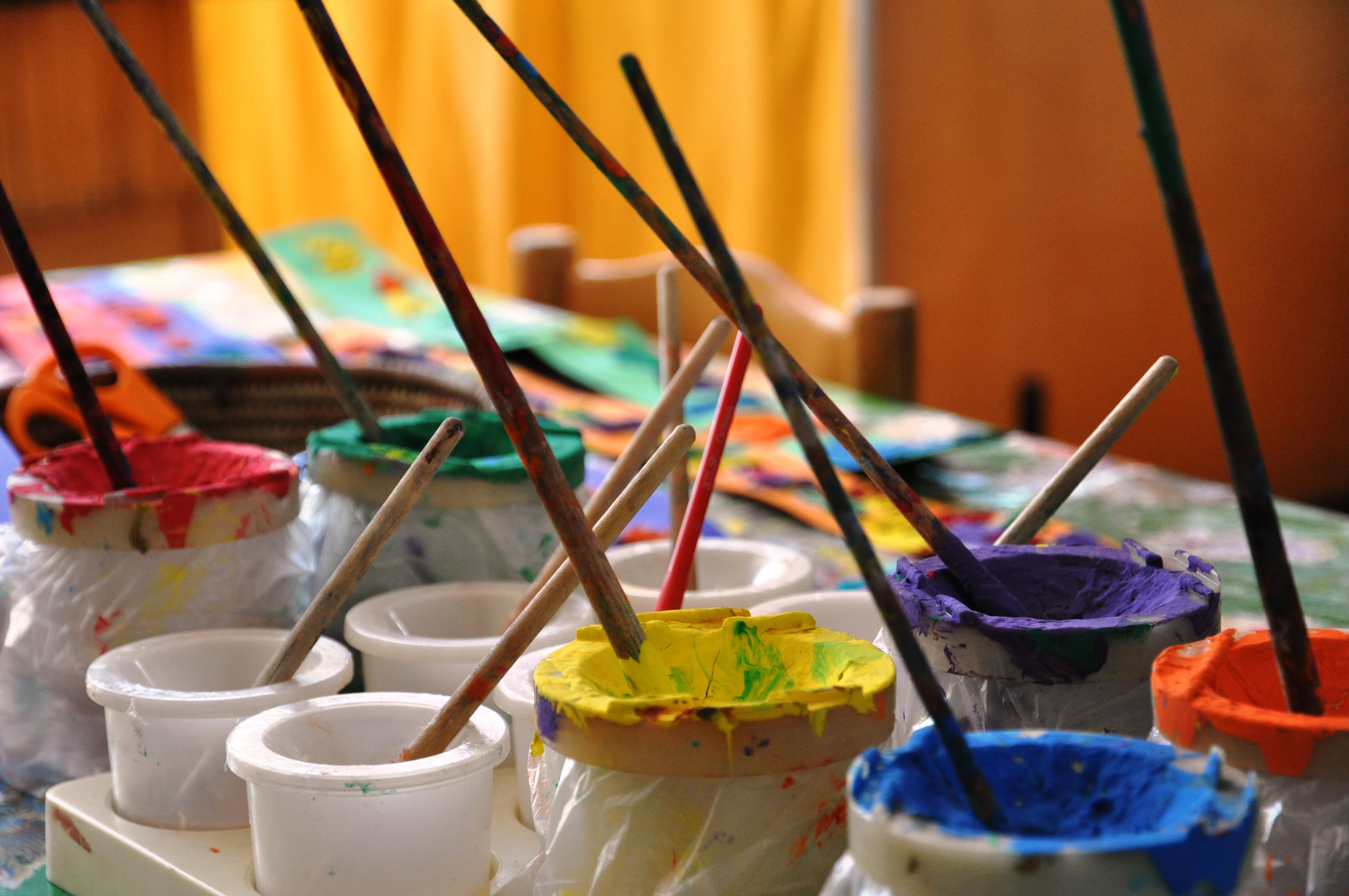
Kwasten in een kleuterklas

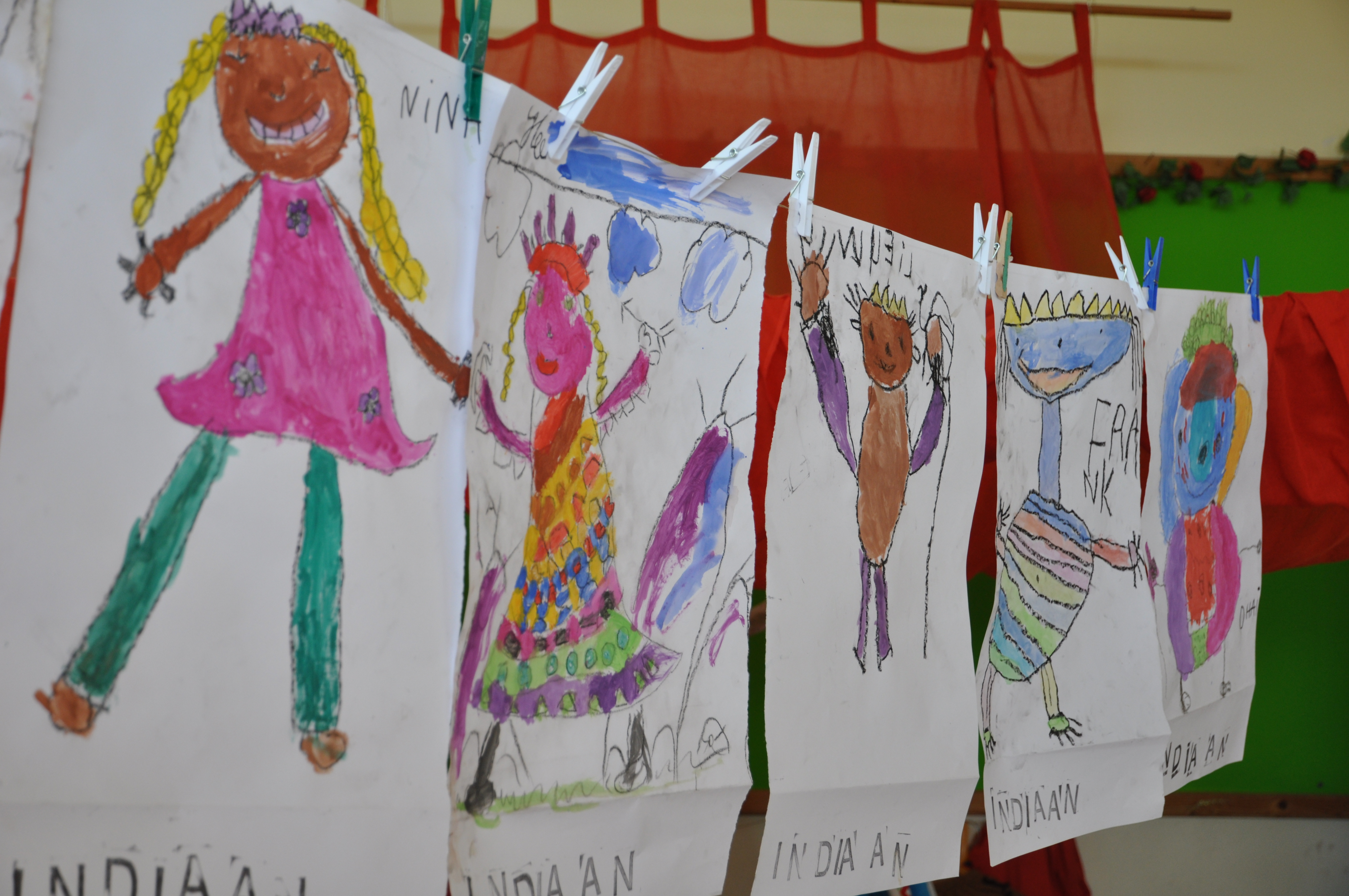
Kinderwerk dat wordt tentoongesteld

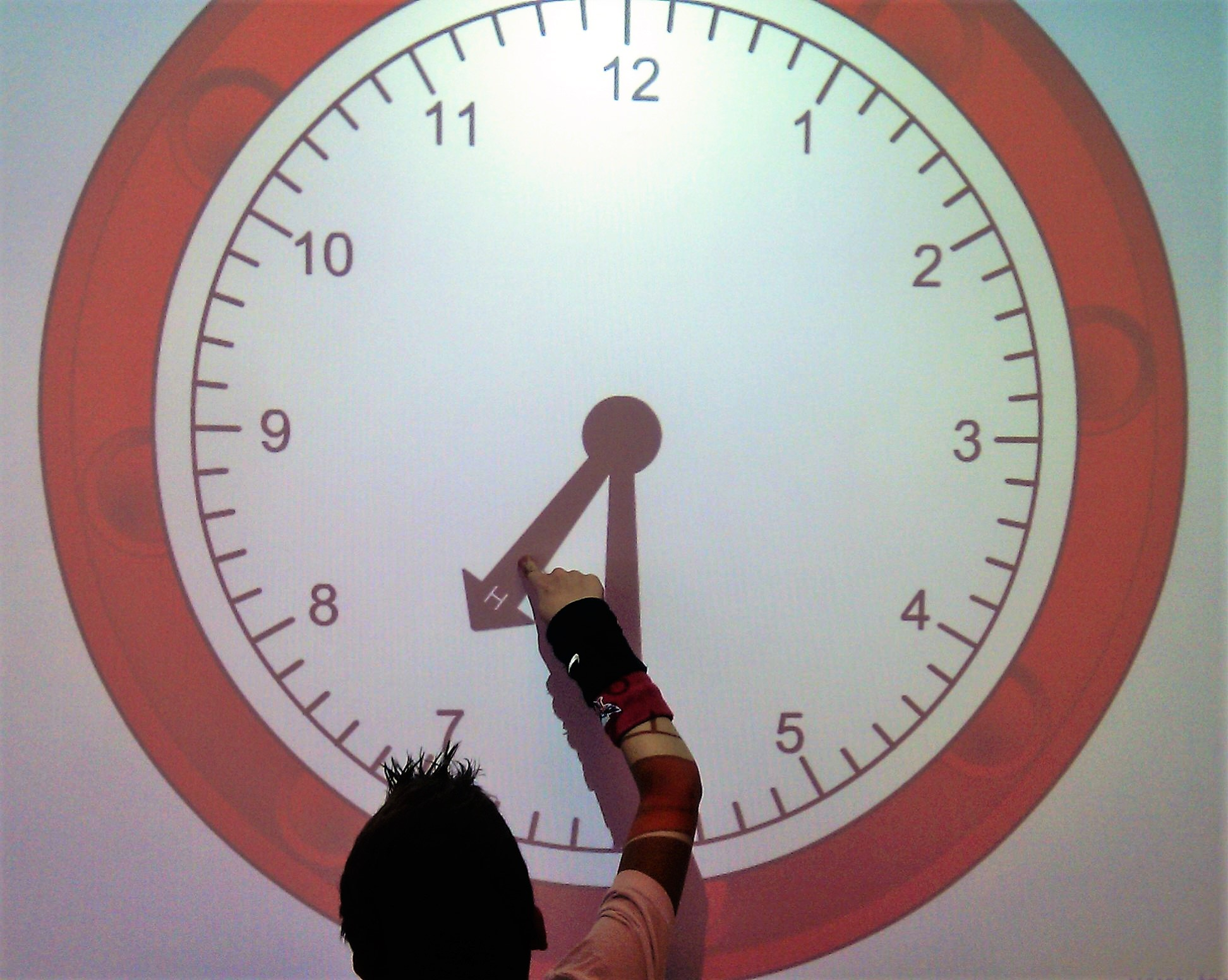
Digibord tijdens de rekenles: leerling zet de klok op de juiste tijd

Het basisonderwijs in Nederland is bedoeld voor kinderen van 4 tot 12 jaar in het reguliere onderwijs. Hoewel het basisonderwijs gevolgd kan worden vanaf 4 jaar, is het kind pas vanaf de vijfde verjaardag leerplichtig. Een school waar basisonderwijs wordt aangeboden, heet een basisschool. De basisschool bestaat sinds de Wet op het basisonderwijs, gepubliceerd in 1981, die per 1 augustus 1985 actief werd. Daarvóór bestond een onderverdeling in aparte kleuterscholen en lagere scholen, gericht op 4- t/m 6-, respectievelijk 6- t/m 12-jarigen – vaak in separate gebouwen of zelfs geheel onafhankelijke instellingen. 
Nederland telde medio 2021 bijna 6700 scholen voor primair onderwijs:
- 6132 reguliere basisscholen,
- 265 scholen voor speciaal basisonderwijs, en
- 264 speciale scholen.

Voor kinderen die uitvallen binnen het basisonderwijs is een overstap naar het speciaal basisonderwijs of het speciaal onderwijs mogelijk. Basisonderwijs en speciaal basisonderwijs vallen onder de Wet op het primair onderwijs (WPO). Het speciaal onderwijs valt onder de Wet op de expertisecentra (WEC). Na het basisonderwijs volgt het voortgezet onderwijs.

## Onderverdeling in bouwen
De groepen 1 en 2 komen overeen met wat voor 1986 kleuterschool heette en de groepen 3 t/m 8 met de vroegere lagere school. De groepen 3 t/m 8 werden in die tijd aangeduid met klassen 1 t/m 6.
Verder kunnen de acht leerjaren worden onderverdeeld in:
- onderbouw: groep 1 en 2, (en groep 0, indien toepasselijk)
- middenbouw: groep 3, 4 en 5[2]
- bovenbouw: groep 6, 7 en 8.

### Groep 0
Op sommige scholen wordt een groep 0 gevoerd voor de instromende kleuters, hetzij slechts op papier dan wel feitelijk fysiek gescheiden van groep 1. Na de zomervakantie kunnen zij verder in groep 1 waardoor dat officieel eerste leerjaar nooit langer duurt dan een schooljaar.

### Groep 1
Groep 1 is officieel het eerste leerjaar van de basisschool. Vaak worden dit de jongste kleuters genoemd. Dit zijn over het algemeen kinderen van 4 en 5 jaar. In uitzonderingssituaties mag een kind dat 3 jaar en 7 maanden oud is al naar groep 1 (of groep 0). Dit wordt door de betreffende school in overleg met de ouders bepaald.
Als een kind vier jaar wordt, heeft het na zijn verjaardag recht op onderwijs en mag het naar de basisschool. Vanaf vijf jaar geldt er een leerplicht. De nadruk ligt in deze groep op het spelend leren.
De leerling leert schrijfvaardigheid en gaat eenvoudige cijfers leren tellen. De sociale vaardigheid speelt een rol, zodat de leerling met andere leerlingen kan leren omgaan. Door middel van puzzels, kleuren en vormen leert de leerling ook aspecten zoals simpele probleemoplossing.

### Groep 2
Groep 2 is het tweede leerjaar van de basisschool. Dit zijn over het algemeen kinderen van 5 en 6 jaar. Deze kinderen zijn leerplichtig en worden ook wel oudste kleuters genoemd.

### Groep 3
Groep 3 is het derde leerjaar van de basisschool. Dit jaar volgt na de eerste twee kleuterjaren.
Vooral het aanvankelijk lezen en spellen en rekenen staan in groep 3 centraal. De leerlingen leren eenvoudige sommen uit te rekenen. Dit zijn over het algemeen kinderen van 5, 6 en 7 jaar. Ook beginnen op sommige basisscholen de kinderen met het leren van Engels wat als fundament dient voor het Engels in de hogere groepen.

### Groep 4
Groep 4 is het vierde leerjaar van de basisschool. In dit jaar leren de kinderen tellen tot 100, vermenigvuldigen, optellen en aftrekken, klokkijken en het schrijven van hoofdletters. Dit zijn over het algemeen kinderen van 6, 7 en 8 jaar.

### Groep 5
Groep 5 is het vijfde leerjaar van de basisschool. Dit zijn over het algemeen kinderen van 7, 8, 9 en 10 jaar.

### Groep 6
Groep 6 is het zesde leerjaar van de basisschool. In deze groep wordt aandacht besteed aan onder meer topografie van Nederland. Dit zijn over het algemeen kinderen van 8, 9, 10 en 11 jaar.

### Groep 7
Groep 7 is het zevende leerjaar van de basisschool. Dit is het eerste jaar waarin de leerling een begin maakt met Engels. Verder wordt de topografie van Europa behandeld. Ook krijgen de leerlingen op sommige scholen de entreetoets van het Cito. Dit zijn over het algemeen kinderen van 9, 10, 11 en 12 jaar.

### Groep 8
Groep 8 is het achtste en laatste leerjaar van de basisschool. Naast topografie van de wereld en Engels krijgen de leerlingen de geschiedenis van de twintigste eeuw als lesstof. Dit zijn over het algemeen kinderen van 11, 12 en 13 jaar. Wettelijk gezien kunnen kinderen tot hun veertiende op de basisschool blijven.
Deze groep staat voor een groot deel in het teken om de leerlingen zo goed mogelijk voor te bereiden op het voortgezet onderwijs. Veel basisscholen nemen een eindtoets af. Groep 8 wordt vaak afgesloten met een schoolreis, schoolkamp, eindfeest en/of musical.
Alle kinderen dienen aan het eind van groep 8 de fundamentele doelen voor taal en rekenen te hebben behaald, zoals beschreven in de uitwerking van de referentieniveaus (zie 1F).

## Personeel
Binnen de basisschool zijn verschillende functies:
- Leerkracht basisonderwijs
- Vakleerkracht voor bijvoorbeeld gymnastiek, muziek of handvaardigheid
- Onderwijsassistent
- Klassenassistenten
- Interne begeleider (ib)
- Remedial teacher (rt)
- Locatieleider
- Bouwcoördinator, coördinator van onderbouw, middenbouw of bovenbouw
- Conciërge
- Administratieve kracht
- Schoolmaatschappelijk werker
- ICT-coördinator
- Combinatiefunctionaris

## Leerproces van de leerlingen
Het is een basisschool wettelijk verplicht om een ononderbroken leerproces te garanderen voor iedere leerling. Indien een leerling uitvalt, is er de mogelijkheid tot extra hulp in de klas. In eerste instantie dient dit te worden gedaan door de leerkracht die de leertijd intensiveert voor de kinderen die een verhoogd risico lopen om uit te vallen. Dit kan worden gedaan door gebruik te maken van convergente differentiatie. Er kan ook een handelingsplan worden geschreven waarin staat wat de doelen van de extra hulp zijn en hoe deze bereikt denken te worden. De leerkracht kan hiervoor advies en begeleiding krijgen van de intern begeleider. Ook kan de leerling in enkele gevallen extra hulp krijgen buiten de eigen groep. Dit wordt doorgaans gedaan door de remedial teacher. Ook in het geval van hoogbegaafdheid of indien een leerling versneld door de leerstof kan gezien zijn IQ of vaardigheden, is bovenstaande hulp mogelijk.

### Leerlingvolgsysteem
Het volgen van de ontwikkeling van de leerlingen gebeurt met een leerlingvolgsysteem. Hiervoor maken de meeste scholen gebruik van ParnasSys. Deze uitgever heeft voor de verschillende vakken toetsen ontwikkeld die halfjaarlijks worden afgenomen vanaf groep 1. Aan de hand hiervan kan de leerkracht zien wat het ontwikkelingsniveau is van de leerling en in hoeverre de gegeven instructie en oefening dus effectief is geweest. Aan de hand hiervan kan de leerkracht zijn handelen verbeteren. De uitslagen worden genoteerd in het leerlingvolgsysteem.

Toetsscores zijn om te rekenen in een zogenaamde DLE. Hierbij staat iedere groep voor 10 DLE's, te beginnen bij groep 3 (leerjaar 1). Aan het eind van de basisschool heeft de leerling derhalve gemiddeld een DLE van 60. Naast het Cito brengen andere uitgevers en instituten toetsen op de markt, zoals de methode-onafhankelijke toetsen van het DLE-LVS leerlingvolgsysteem, die onderhand (2015) allemaal zijn vervangen door de reeks schoolvaardigheidstoetsen van Teije de Vos.
Sterk in opkomst is de ontwikkeling waarbij de school naast het vaardigheidsniveau van de leerling óók risicofactoren in beeld brengt. Dit met de bedoeling na te gaan of een kind een verhoogd risico loopt om uit te vallen. In dat geval kan de school een zogenaamde voorschotbenadering aan het kind geven om te zorgen dat het toch de fundamentele doelen bereikt.

### Rapportage
De school is verplicht om de vorderingen van de leerlingen te rapporteren naar de ouders of verzorgers. Meestal gebeurt dit in een zogenaamd rapportgesprek of tienminutengesprek.
Dit is een bespreking tussen leerkracht en ouder(s) waarin de leerkracht de leeropbrengsten bespreekt aan de hand van gestandaardiseerde toetsen. De leerkracht legt verantwoording af aan de ouders voor zijn handelen en betrekt tegelijkertijd ouders bij het leerproces van het kind. Daarnaast krijgt de leerling viermaal per jaar een rapport mee met daarop de behaalde resultaten, dat aan de ouders getoond dient te worden. Na het laatste rapport worden kinderen bevorderd tot de volgende groep of blijven zitten en doen dezelfde groep nog eens over. Indien dit laatste het geval is, is de school verplicht om aan te sluiten op de verschillende ontwikkelingsniveaus van de leerling om zodoende een ononderbroken leerproces te garanderen.

## Doelen primair onderwijs

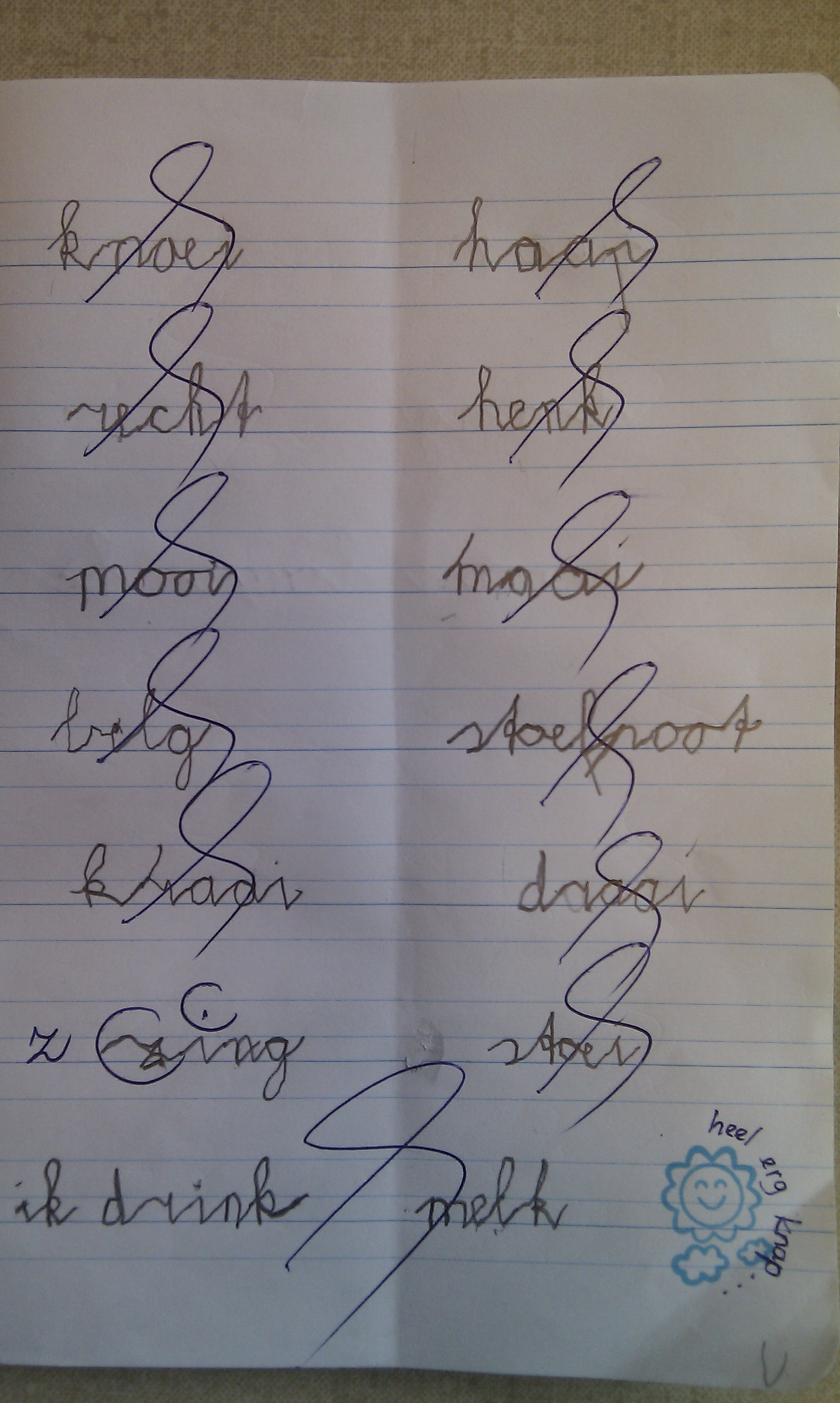
Spellen in groep 3

In de Wet op het primair onderwijs en de Wet primair onderwijs BES staan welke vormingsgebieden de basisschool moet aanbieden. Hiervoor zijn kerndoelen geformuleerd.

### Rekenen en wiskunde
- rekenen

### Taalvaardigheid
- Nederlandse taal, waaronder mondelinge taalvaardigheid, aanvankelijk lezen en spellen, lezen, spelling, stellen, taalbeschouwing, begrijpend lezen, studerend lezen
- Papiamentse (alleen Bonaire) en Engelse taal (alleen Sint Eustatius en Saba), waaronder mondelinge taalvaardigheid, aanvankelijk lezen en spellen, lezen, spelling, stellen, taalbeschouwing, begrijpend lezen, studerend lezen
- Friese taal (alleen Friesland), waaronder informatie verwerven uit teksten, informatie vragen of geven over vertrouwde onderwerpen, eenvoudige teksten schrijven en verwerving van een woordenschat van frequent gebruikte woorden.
- Engelse taal (alleen Europees Nederland en Bonaire), waaronder informatie verwerven uit eenvoudige teksten, informatie vragen of geven over eenvoudige onderwerpen, schrijfwijze van enkele eenvoudige woorden en het opzoeken van betekenissen en schrijfwijzen in een woordenboek.
- Scholen mogen aanvullend ook Duits of Frans in Europees Nederland en Spaans in Caribisch Nederland aanbieden.

### Wereldoriëntatie
- aardrijkskunde
- geschiedenis
- natuuronderwijs / natuur en techniek

### Creatieve ontwikkeling
- tekenen
- knutselen, handvaardigheid, handwerken
- muziek
- drama
- dans

### Bewegingsonderwijs
- lichamelijke opvoeding
- spel en beweging

### Sociaal-emotionele ontwikkeling
- bevordering gezond gedrag
- sociale redzaamheid
- burgerschapskunde

### Levensbeschouwing
- godsdienst
- levensbeschouwelijke vorming
- geestelijke stromingen

### Verder
Daarnaast is de school verplicht om:
- onderwijs af te stemmen op de ontwikkeling van de kinderen;
- onderwijs breed op te zetten, zodat er aandacht is voor kennis en voor de creatieve, emotionele, sociale en lichamelijke ontwikkeling;
- aandacht te besteden aan burgerschapsvorming.

## Leerlijnen en methoden
Op een basisschool wordt gebruikgemaakt van een verschillende lesmethode voor de diverse vakken. Scholen krijgen budget van de overheid om eens in de 5 jaar lesmethoden te vervangen. Een school bepaalt zelf welke lesmethode zij aanschaft.
Een lesmethode bestaat uit een leerlijn waarin de doelen zijn uitgewerkt in concrete lessen, een handleiding, leerlingmaterialen zoals een werk- en een leerboek. Ook wordt er vaak gebruikgemaakt van bijbehorende computerprogramma's of internettoepassingen.
Ook kan er gebruik worden gemaakt van de schooltelevisie: didactische programma's voor alle groepen als aanvulling op de lessen.

## Activiteiten
Buiten het reguliere lesprogramma worden er op veel basisscholen bijzondere activiteiten georganiseerd zoals:
- schoolreisje
- schoolkamp
- excursie, waaronder een bezoek aan een museum, kinderboerderij, schouwburg, musical, bibliotheek, bezienswaardigheid in dorp of stad
- maandafsluiting
- sportdag

Feesten zoals verjaardag, Kerstmis, Sinterklaas, Carnaval, Pasen kunnen worden gevierd.
Ook kan op een basisschool worden gewerkt aan de hand van een bepaald thema zoals de seizoenen, dokter en ziekenhuis, beroepen, dieren, verkeer, Kinderboekenweek, speciale dagen zoals Vaderdag, Moederdag, dierendag. Hierin worden de leerdoelen van de verschillende ontwikkelingsgebieden (zoals rekenen, taal, etc.) aangeboden binnen de context van een thema (herfst, post, vakantie).

## Richtingen

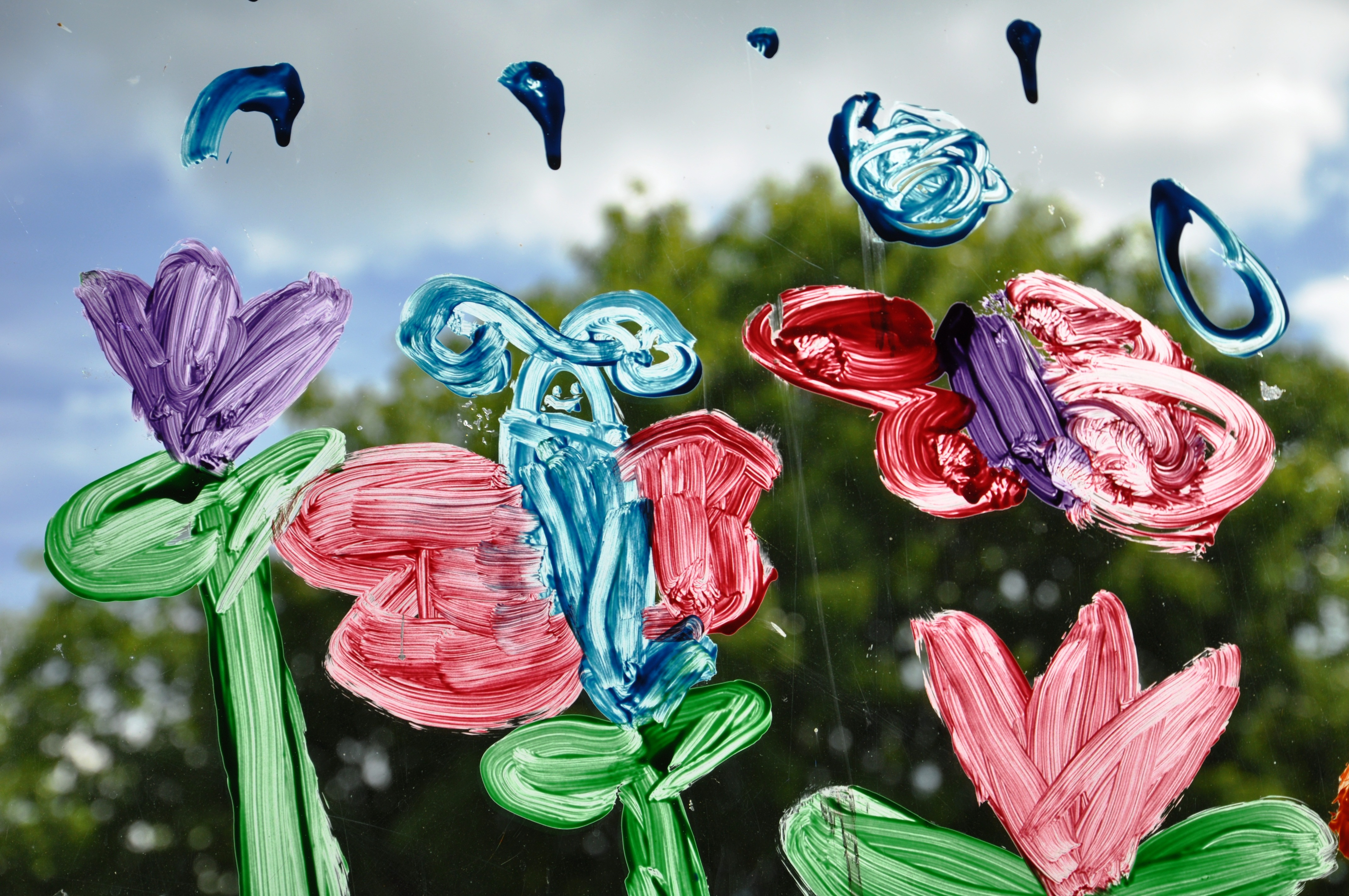
Een raamschildering op een basisschool

Er zijn verschillende richtingen of 'denominaties' in het basisonderwijs:
- Openbaar onderwijs, op algemene grondslag en uitgaande van de (gemeentelijke) overheid
- Bijzonder onderwijs, op godsdienstige, levensbeschouwelijke of onderwijskundige grondslag en uitgaande van een stichting of vereniging
  - Confessioneel onderwijs, op godsdienstige of levensbeschouwelijke grondslag: protestants, katholiek, joods, islamitisch, hindoeïstisch, gereformeerd, reformatorisch, evangelisch en interconfessioneel (oecumenisch).
  - Algemeen bijzonder onderwijs (ook wel neutraal bijzonder onderwijs), op onderwijskundige grondslag maar ook mogelijk in combinatie met de levensbeschouwelijke grondslag:
    - Montessori-onderwijs
    - Daltononderwijs
    - Jenaplanonderwijs
    - Freinetonderwijs
    - Leonardoschool
    - Vrijeschoolonderwijs
    - Ervaringsgericht onderwijs (EGO)
    - Ontwikkelingsgericht onderwijs (OGO)
    - Gisdo
    - Sudbury-onderwijs
    - Democratisch onderwijs
    - Iederwijs
    - Nutsonderwijs, onderwijs dat onafhankelijk is van enige levensbeschouwelijke of maatschappelijke stroming
    - Werkplaats Kindergemeenschap
- Samenwerkingsscholen, combinatie van openbaar en bijzonder onderwijs

## Aantallen
| Aantal scholen voor basisonderwijs in Nederland. | Aantal scholen voor basisonderwijs in Nederland. |
| ------------------------------------------------ | ------------------------------------------------ |
|                                                  |                                                  |

| Gemiddeld aantal leerlingen per school in het basisonderwijs in Nederland. | Gemiddeld aantal leerlingen per school in het basisonderwijs in Nederland. |
| -------------------------------------------------------------------------- | -------------------------------------------------------------------------- |
|                                                                            |                                                                            |

In het schooljaar 2005-2006 waren de leerlingen en vestigingen als volgt over de verschillende richtingen verdeeld:
| Klasse                                                                       | Leerlingen | Leerlingen | Vestigingen | Vestigingen | Vestigingen |
| ---------------------------------------------------------------------------- | ---------- | ---------- | ----------- | ----------- | ----------- |
|                                                                              | Aantal     | Aandeel    | Aantal      | Aandeel     | Grootte *   |
| Openbaar onderwijs                                                           | 477.500    | 30,8%      | 2.393       | 33,5%       | 200         |
| Bijzonder onderwijs, w.o.                                                    | 1.071.900  | 69,2%      | 4.741       | 66,5%       | 226         |
| - Algemeen bijzonder en samenwerkingsscholen                                 | 100.100    | 6,5%       | 434         | 6,1%        | 231         |
| - Confessioneel bijzonder, w.o.                                              | 971.900    | 62,7%      | 4.307       | 60,4%       | 226         |
| --- Katholiek                                                                | 522.800    | 33,7%      | 2.098       | 29,4%       | 249         |
| --- Protestants-christelijk                                                  | 377.400    | 24,4%      | 1.860       | 26,1%       | 203         |
| --- Reformatorisch                                                           | 27.900     | 1,8%       | 120         | 1,7%        | 233         |
| --- Gereformeerd                                                             | 21.500     | 1,4%       | 129         | 1,8%        | 166         |
| --- Interconfessioneel                                                       | 10.200     | 0,7%       | 40          | 0,6%        | 255         |
| --- Islamitisch                                                              | 9.200      | 0,6%       | 47          | 0,7%        | 195         |
| --- Hindoeïstisch                                                            | 1.500      | 0,1%       | 5           | 0,1%        | 309         |
| --- Evangelisch en Ev. Broedergemeente                                       | 1.000      | 0,1%       | 6           | 0,1%        | 163         |
| --- Joods                                                                    | 400        | 0,0%       | 2           | 0,0%        | 187         |
| TOTAAL                                                                       | 1.549.500  | 100,0%     | 7.134       | 100,0%      | 217         |
| Bron: Jaarboek onderwijs in cijfers 2007, Centraal Bureau voor de Statistiek |            |            |             |             |             |

* Gemiddeld aantal leerlingen per vestiging

## Dagindeling
Een basisschool heeft een vaste dagindeling van maandag tot en met vrijdag. Hoewel scholen redelijk vrij zijn om de schooltijden zelf te bepalen, starten de lessen op de meeste scholen rond 08:30 uur. In de loop van de ochtend wordt er een pauze gehouden waarin de kinderen buiten spelen op het schoolplein.
Tussen de middag gaan de kinderen of naar huis om te lunchen of blijven op school over en eten op school, vaak onder begeleiding van leerkrachten of ouders.
's Middags gaan de kinderen voor het tweede dagdeel tot ongeveer 15:15 uur naar school.
Het staat een school vrij om de middagpauze aan te merken als lestijd. Hiervoor is toestemming van de oudergeleding van de medezeggenschapsraad (MR) nodig. Het eetmoment wordt dan gecombineerd met een lesmoment dat duidelijk inrichting geeft aan de opgestelde leerdoelen.
In Nederland zijn de leerlingen meestal vrij op woensdagmiddag. De leerkrachten gebruiken deze tijd voor onderwijsinhoudelijke zaken.
Steeds vaker voeren scholen een continurooster in. Op weekdagen gaan kinderen van 8.30 tot 14.00 (of soms nog iets langer) naar school. Tijdens de middagpauze eten de kinderen met de leerkracht in de klas.

## Schoolvakanties
Basisscholen kennen diverse schoolvakanties:
- herfstvakantie, ook ‘astervakantie’
- kerstvakantie
- voorjaarsvakantie, krokusvakantie of carnavalsvakantie
- meivakantie, ook ‘tulpvakantie’
- zomervakantie

## Experiment flexibele schooltijden
In Zandvoort is in 2008 een basisschool gestart met flexibele schooltijden en onderwijs en opvang. Hierdoor is deze school 50 weken per jaar geopend en geeft dus les tijdens de reguliere schoolvakanties. Lesuren in de zomervakantie tellen niet mee in het verplicht aantal uren onderwijstijd en maximaal vier schoolweken per jaar mogen bestaan uit minder dan vijf lesdagen. De minister van Onderwijs heeft op 6 april 2011 een driejarig experiment aangekondigd: "Ruimte voor scholen: verdere flexibilisering onderwijstijd". Hierin mogen tien proefscholen ook tijdens de zomervakantie les geven en meer korte schoolweken invoeren. Ze moeten zich wel houden aan de minimale onderwijstijd van 7.520 uur in acht jaar en de onderwijstijd evenwichtig verdelen over de dag en het jaar. Aan het eind van de basisschool moeten de leerlingen beschikken over de kennis en vaardigheden hebben die de wet voorschrijft. In augustus 2011 zijn 7 scholen gestart met het experiment. Op 1 augustus 2012 heeft het ministerie het experiment uitgebreid naar 15 scholen, waarvan de acht nieuw geselecteerde scholen het experiment twee jaar lang volgen.
Deze nieuwe vorm van basisonderwijs heeft veel aandacht via de massamedia gekregen.

## Faciliteiten
Soms beschikt een basisschool over een eigen schoolbibliotheek, mediatheek of documentatiecentrum. Vrijwel alle scholen beschikken over een gymzaal (dicht) bij de school voor het vak gymnastiek of lichamelijke opvoeding. Scholen zonder gymzaal maken voor de gymlessen vaak gebruik van een nabijgelegen sporthal of de gymzaal van een naburige school. Hierbij wordt dan vooraf afgesproken wanneer men hier dan terechtkan.

## Organogram
Een school wordt geleid door een schooldirecteur. Bij zelfstandige scholen wordt deze ondersteund door een secretariaat. Bij een scholenstichting is er vaak een stafbureau.
Elke school heeft een intern begeleider (ib'er).

### Medezeggenschap
Basisscholen hebben een medezeggenschapsraad. Hierin zijn leerkrachten en ouders vertegenwoordigd en wordt beleid medebepaald. In de gemeenschappelijke medezeggenschapsraad (gmr) van een scholenstichting heeft veelal zowel een ouder als een leerkracht van iedere school zitting. 
Onder hun algemene bevoegdheden vallen de volgende drie rechten: het recht op overleg, het initiatiefrecht en het recht op informatie. Een bijzondere bevoegdheid betreffen de instemmingsbevoegdheden en adviesbevoegdheden bij bepaalde beleidsonderwerpen. Deze bevoegdheden zijn vastgelegd in de Wet op de medezeggenschap (WMS).

### Bestuur
Aan de top van de organisatie staat het bestuur en daarboven de raad van toezicht. Het salaris van de bestuurders valt onder de Wet normering topinkomens (WNT).

### Ondersteunend en onderwijzend personeel
De leerkrachten, ofwel juffen en meesters, en de klassenassistenten zijn degenen die de lessen verzorgen. Soms zijn er voor speciale vakken aparte leerkrachten, zoals voor lichamelijke opvoeding of voor creatieve vakken.

## Ouderparticipatie
Op veel scholen in Nederland voeren ouders ondersteunende taken uit, zoals klasse-ouder, leesouder, controle op hoofdluis en het begeleiden van excursies of andere uitstapjes en activiteiten.